# Вишнівка (Гур'євський міський округ)
Вишнівка (рос. Вишневка) — селище Гур'євського міського округу, Калінінградської області Росії. Входить до складу Добринського сільського поселення.
Населення — 57 осіб (2015 рік).

## Населення
| 2002 | 2010 |
| ---- | ---- |
| 44   | ↗57  |